# Bandera de Fiji
La bandera nacional de Fiji va ser adoptada el 10 d'octubre de 1970. És de color blau celeste, en el qual figura la Union Jack, que és la bandera del Regne Unit, en el cantó i, en la seva part esquerra l'escut pròpiament dit del país. L'escut és pràcticament idèntic al que es va usar durant el domini colonial britànic.
La bandera de Fiji està inspirada en l'ensenya blava, que és una bandera de color blau fosc que incorpora la bandera britànica en el seu quadrant superior dret i que usen com a emblema nombroses institucions governamentals britàniques, colònies i en alguns casos, com Austràlia i Nova Zelanda, s'ha mantingut com a bandera nacional d'antigues colònies avui independents. L'escut i la bandera de Fiji no es van alterar quan el país es va convertir en república el 1987. La bandera colonial era molt semblant a l'actual, però, seguint l'esquema de l'ensenya blava, de color blau fosc. Actualment, aquesta bandera és la bandera del govern de Fiji i l'usen algunes institucions i departaments de caràcter governamental.

## Altres Banderes

Bandera de la marina mercant
Bandera governamental (antiga bandera colonial)
Bandera naval
Bandera de la força aèria